# Kawyżau
Kawyżau (biał. Кавыжаў; ros. Ковыжев, Kowyżew) – wieś na Białorusi, w obwodzie homelskim, w rejonie lelczyckim, w sielsowiecie Stodolicze, w pobliżu granicy z Ukrainą.